# 퓨처맨
《퓨처맨》(영어: Future Man)은 2017년부터 2020년까지 훌루에서 공개된 미국의 코미디 텔레비전 시리즈이다. 배우이자 영화 제작자인 세스 로건이 총괄 제작을 맡고 헝거 게임 영화 시리즈에 나온 조시 허처슨이 출연하여 화제가 되었다. 복잡한 SF 줄거리에 B급 영화 감성을 녹여내었다.
국내에서는 2020년 1월 23일부터 왓챠플레이에서 단독 공개되었다.

## 개요
낮에는 연구소 청소부, 밤에는 게임 덕후로 살아온 조시 퍼터먼.
누구도 깨지 못한 게임 "바이오틱 워즈"의 마지막 판을 깬 그의 눈앞에 게임 속 캐릭터인 타이거와 울프가 등장한다.
그리고 그들은 퍼터먼이 인류의 종말을 막기 위한 구원자라고 말하며 함께 세계를 구하는 임무를 수행할 것을 요구한다.

## 등장인물
- 조시 (조시 허처슨 분): 여전히 부모님의 집에서 얹혀 지내는 그가 유일하게 잘하는 것은 딱 하나, 미래를 구현한 비디오 게임 "바이오틱 워즈"이다. 낮에는 잡일을 하는 청소부지만 게임을 하는 순간 그는 "퓨처맨"이라는 캐릭터로 세계에서 가장 뛰어난 영웅으로 변신한다. 그러던 어느 날 전 세계에서 아무도 깨지 못한 바이오틱 워즈 마지막 판을 깨자 게임 속 캐릭터가 눈앞에 나타난다. 게임은 훈련의 과정일 뿐, 조시는 시간을 오가며 그들을 도와 세계를 구하는 임무에 선발된 퓨처맨이 된다.
- 타이거 (일라이자 쿠프 분): 미래를 구현한 비디오 게임 바이오틱 워즈의 캐릭터이자 카리스마 넘치는 미래 전사 타이거. 그녀는 조시와 자신의 팀원인 울프를 데리고 세계를 구하고자 과거로 돌아간다. 인류를 구하는 것도 만만치 않지만 그녀는 조시와 울프를 통제해야 하는 막대한 임무도 함께 수행해야 한다.
- 울프 (데릭 윌슨 분): 미래를 구현한 비디오 게임 바이오틱 워즈의 캐릭터이자 타이거가 지휘하는 저항군의 팀원인 울프. 그는 수년간의 싸움으로 다져진 액션 영웅이지만 폭력과 인간의 감정에 둔감해졌다. 또한 파괴적이고 대인 관계도 서툴지만 타이거에게만큼은 충성을 다한다. 반면 조시가 인류를 구할 능력이 부족하다고 생각하여 무시하는 경향이 있다.

## 시즌 1
| 회차        | 제목                        | 러닝 타임 |
| ----------- | --------------------------- | --------- |
| 에피소드 1  | Pilot                       | 30분      |
| 에피소드 2  | Herpe: Fully Loaded         | 26분      |
| 에피소드 3  | A Riphole In Time           | 29분      |
| 에피소드 4  | A Fuel's Errand             | 29분      |
| 에피소드 5  | Justice Desserts            | 35분      |
| 에피소드 6  | A Blowjob Before Dying      | 30분      |
| 에피소드 7  | Pandora's Mailbox           | 29분      |
| 에피소드 8  | Girth, Wind & Fire          | 28분      |
| 에피소드 9  | Operation: Fatal Attraction | 30분      |
| 에피소드 10 | Operation: Natal Attraction | 29분      |
| 에피소드 11 | Beyond the TruffleDome      | 30분      |
| 에피소드 12 | Prelude to an Apocalypse    | 29분      |
| 에피소드 13 | A Date with Destiny         | 30분      |

## 시즌 2
| 회차        | 제목                              | 러닝 타임 |
| ----------- | --------------------------------- | --------- |
| 에피소드 1  | Countdown to a Prologue           | 27분      |
| 에피소드 2  | The i of the Tiger                | 26분      |
| 에피소드 3  | A Wolf in the Torque House        | 29분      |
| 에피소드 4  | Guess Who's Coming to Lunch       | 27분      |
| 에피소드 5  | J1: Judgment Day                  | 29분      |
| 에피소드 6  | The Binx Ultimatum                | 30분      |
| 에피소드 7  | Homicide: Life in the Mons        | 28분      |
| 에피소드 8  | The Last Horchata                 | 29분      |
| 에피소드 9  | The Ballad of PUP-E Q. Barkington | 24분      |
| 에피소드 10 | Exes and OS                       | 26분      |
| 에피소드 11 | Dia de Los Robots                 | 26분      |
| 에피소드 12 | The Brain Job                     | 28분      |
| 에피소드 13 | Ultra-Max                         | 25분      |

## 공식 예고편
- 퓨처맨 시즌 1 한글 자막 예고편 - 왓챠플레이 공식 유튜브
- 퓨처맨 시즌 2 한글 자막 예고편 - 왓챠플레이 공식 유튜브